# نیتن زامبور-موری
نیتن زامبور-موری (انگلیسی: Nathan Zsombor-Murray؛ زادهٔ ۲۸ آوریل ۲۰۰۳) شیرجه‌رو اهل کانادا است.
وی در مسابقات کشوری و بین‌المللی در مجموع برندهٔ ۴ مدال نقره، ۳ مدال برنز شده است.